# Torymus isajevi
Torymus isajevi is een vliesvleugelig insect uit de familie Torymidae. De wetenschappelijke naam is voor het eerst geldig gepubliceerd in 1986 door Zerova & Dolgin.